# Широков (Волгоградская область)
Широ́ков — хутор в Иловлинском районе Волгоградской области России. В рамках муниципального устройства входит в Качалинское сельское поселение. В рамках административно-территориального устройства входит в Фастовский сельсовет.

## География
Хутор находится в центральной части Волгоградской области, в степной зоне, в пределах Приволжской возвышенности, на правом берегу реки Таловой, на расстоянии примерно 26 километров (по прямой) к юго-востоку от посёлка городского типа Иловля, административного центра района. Абсолютная высота — 85 метров над уровнем моря.
Часовой пояс
Хутор Широков, как и вся Волгоградская область, находится в часовой зоне МСК (московское время). Смещение применяемого времени относительно UTC составляет +3:00.

## История
В 1859 году хутор находился в составе юрта станицы Качалинской Второго Донского округа. Расположен был речке Таловке, в 136 верстах от окружной станицы Нижне-Чирской.
В 1928 году населённый пункт был включён в состав новообразованного Иловлинского района Сталинградского округа Нижне-Волжского края (с 1934 года — Сталинградского края, с 1936 года — Сталинградской области). В период с 1928 по 1954 годы являлся центром Широковского сельсовета.
В 1936 году в хуторе действовала начальная школа.
В 1954 году Широковский сельсовет был объединён с Фастовским сельсоветом.

## Население
В 1859 году в хуторе проживало в 16 дворах 139 человек (65 мужчин и 74 женщины).
На 1 января 1936 года в хуторе имелось 93 хозяйства, проживало 350 человек, преобладающая национальность — русские.
По данным Всероссийской переписи населения на 9 октября 2002 года в хуторе проживало 160 человек, 82 % из которых отнесли себя к русским.
По данным Всероссийской переписи населения на 14 октября 2010 года в хуторе проживало 129 человека.

## Инфраструктура
В хуторе находятся школа, медпункт, магазин, два сельхозпредприятия.
Уличная сеть хутора состоит из шести улиц.